# The Devil Strikes Again
The Devil Strikes Again è il diciannovesimo album in studio del gruppo musicale power metal tedesco Rage, pubblicato nel 2016 dalla Nuclear Blast.
Il disco è stato registrato tra settembre e ottobre 2015 presso i Soundchaser Studios (Zandhoven, Belgio) e presso i Megafon Studios (Burscheid, Germania). Il missaggio è stato eseguito presso gli Unisound Studios (Grefrath, Germania).

## Tracce

### Edizione standard
1. The Devil Strikes Again – 4:37
2. My Way – 4:19
3. Back on Track – 4:19
4. The Final Curtain – 4:12
5. War – 4:21
6. Ocean Full of Tears – 4:02
7. Deaf, Dumb and Blind – 4:14
8. Spirits of the Night – 4:54
9. Times of Darkness – 5:13
10. The Dark Side of the Sun – 5:46

### Disco bonus
1. Bring Me Down – 5:05
2. Requiem – 3:55
3. Into the Fire – 5:27
4. Slave to the Grind (Skid Row cover) – 3:27
5. Bravado (Rush cover) – 4:37
6. Open Fire (Y&T cover) – 4:42

### Disco bonus (Live)
1. Black in Mind
2. Sent by the Devil
3. End of all Days
4. Back in Time
5. Down
6. My Way
7. Until I Die
8. Don't Fear the Winter
9. Higher than the Sky

## Formazione

### Gruppo
- Peter Wagner – voce, basso
- Marcos Rodriguez – chitarra
- Vassilios “Luckyˮ Maniatopoulos – batteria

### Produzione
- Peter Wagner – produzione
- Marcos Rodríguez – produzione, ingegneria del suono
- Dan Swanö – ingegneria del suono, missaggio, mastering
- Christoph Tkocz – ingegneria del suono, missaggio
- Karim König – copertina, logo, grafica
- Tim Tronckoe – fotografia (retro di copertina)
- Pia Kintrup – fotografia (interno)
- Ivan K. Maras – fotografia (fronte copertina)